# Škoda Vision 7S
Škoda Vision 7S — электромобиль-SUV, представленный в 2022 году компанией Škoda.

## Описание
Внешний вид Škoda Vision 7S был показан 22 марта 2022 года и 16 августа 2022 года, а 15 июля 2022 года и 23 августа 2022 года был показан интерьер автомобиля. 30 августа 2022 года Škoda Vision 7S был продемонстрирован полностью. Предшественником является Škoda Kodiaq.

## Технические характеристики
Škoda Vision 7S базируется на платформе MEB. Его запас хода составляет 595 км.